# Micrasema arizonicum
Micrasema arizonicum är en nattsländeart som beskrevs av Yong Ling 1938. Micrasema arizonicum ingår i släktet Micrasema och familjen bäcknattsländor. Inga underarter finns listade i Catalogue of Life.